# Hans Rollmann
Hans Rollmann (* 28. dubna 1948) je kanadský historik, religioniska a žurnalista německého původu.
Působí jako vysokoškolský učitel na Memorial University of Newfoundland. Zaměřuje se na dějiny křesťanství v severní Americe v 19. století a církevní dějiny Newfoundlandu a Labradoru; publikoval též vědecké práce k dějinám moravských bratří. V češtině vyšla roku 2015 jeho životopisná studie „Johann a Elisabeth Schneiderovi – moravští misionáři na Labradoru“ (v překladu Viléma Spratka).